# Pachymorpha staeli
Pachymorpha staeli is een wandelende tak uit de familie Phasmatidae. De wetenschappelijke naam van deze soort is voor het eerst voorgesteld als Medaura staeli door Carl Brunner von Wattenwyl in een publicatie uit 1893.
De soort komt voor in Myanmar.